# Floatglasmetoden

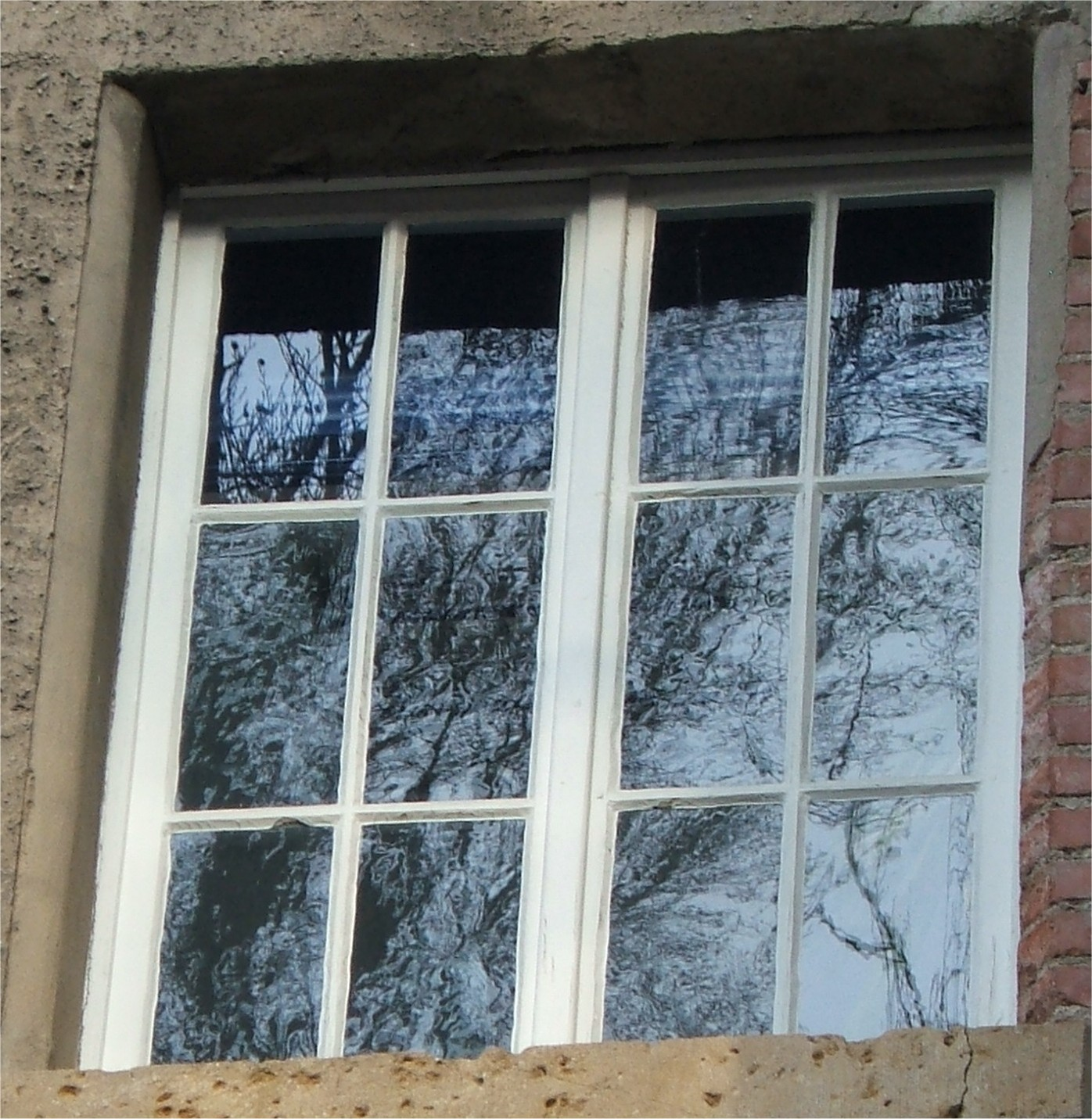
En gammal fönsterram som har ett fönster tillverkat med floatglasmetoden längst uppe till vänster. De övriga glasen ger en ojämn reflektion av trädet i bakgrunden och är troligen av äldre tillverkning.

Floatglasmetoden är en metod för produktion av planglas som innebär att glasmassan får flyta på en bädd av smält tenn, vilket ger en mycket plan yta. Denna plana yta ger bättre ljusegenskaper, och ljuset reflekteras i samma vinkel över hela ytan till skillnad från äldre glas. Det gör att glaset inte passar till fönster, eftersom det uppfattas som dött. Nytillverkat fönsterglas består vanligtvis av floatglas. Metoden utvecklades på 1950-talet av Pilkington Brothers.